# 帕拉伊索 (波克里區)

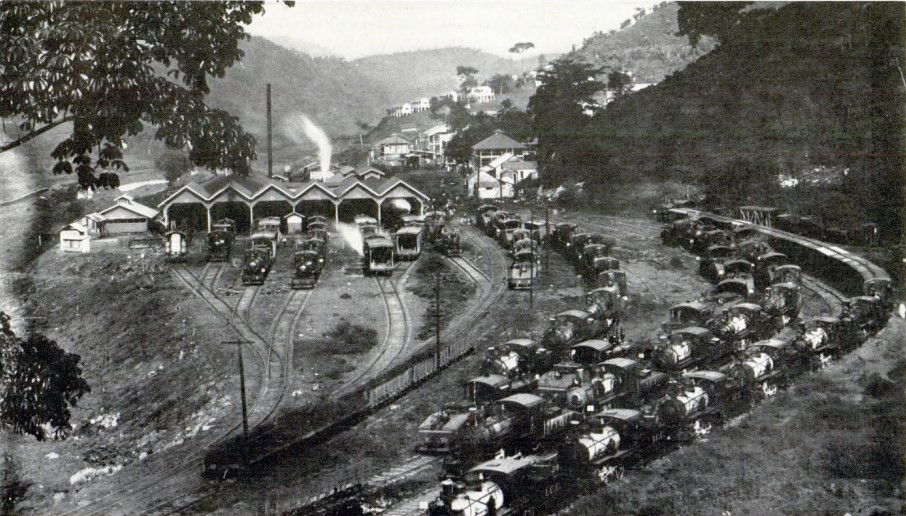
帕拉伊索的鐵路，照片約攝於1920年

帕拉伊索（西班牙語：Paraíso），是巴拿馬的城鎮，位於該國中南部，由洛斯桑托斯省的波克里區負責管轄，面積64.4平方公里，海拔高度170米，2010年人口597，人口密度每平方公里9.3人。